# Fettkennzahl

Beispiel für ein Triglycerid im Fett bzw. Öl. Der blau markierte Fettsäurerest ist gesättigt, der grün markierte ist einfach, der rot markierte dreifach ungesättigt. Im Zentrum ist schwarz das dreifach veresterte Glycerin erkennbar.

Fettkennzahlen, auch Fettkennziffern genannt, dienen der Qualitätskontrolle und Charakterisierung von Fetten und Ölen. Die Fettkennzahlen sind Ergebnisse von analytisch-chemischen Untersuchungen im Labor. Eine exakte analytische Bestimmung des Gehalts einzelner Glyceride ist schwierig und zeitraubend, da die einzelnen Fette und Öle meist aus einer großen Anzahl verschiedener Glyceride bestehen, die nur geringfügig unterschiedliche Strukturformeln aufweisen, da die Fettsäurereste einander ähneln.
Deshalb charakterisiert man in Industrie und Gewerbe Fette und Öle pragmatisch mit Fettkennzahlen.
Der Brechungsindex etwa ist vom Gehalt an ungesättigten Fettsäuren und der Größe der Triglyceridmoleküle abhängig. Er kann durch Refraktometrie bestimmt und zur Identifizierung von Ölen, Fetten und Mischungen genutzt werden.

## Liste der Fettkennzahlen
In Spezifikationen für Fette und Öle sind je nach Anwendungsbereich dieser Stoffe für mehrere Fettkennzahlen exakte Analysenmethoden (oft aus dem ASTM Books of Standards) und Toleranzwerte festgelegt. Damit soll die Eignung der Fette und Öle für den Einsatzzweck durchgängig sichergestellt werden.
- Spezifisches Gewicht
- Schmelzpunkt (für Fette) oder Erstarrungspunkt (für Öle), selten scharf, meist wird ein Intervall beobachtet[2]
- Härte (für Fette) oder Viskosität (für Öle)
- Brechungsindex
- Säurezahl (SZ), auch Neutralisationszahl (NZ) genannt; Indikator für Ranzigkeit durch kurzkettige Fettsäuren oder für Seifigkeit durch mittelkettige Fettsäuren (C10-C14)[1]
- Verseifungszahl (VZ) - Maß für die enthaltenen gebundenen und freien Säuren in Abhängigkeit von der mittleren molaren Masse der Fettsäuren;  je kurzkettiger die Fettsäuren, desto höher die Verseifungszahl[1]
- Unverseifbare Bestandteile können mit organischen Lösungsmitteln extrahiert werden; dazu gehören Sterine, Carotinoide, Tocopherole, Kohlenwasserstoffe, Alkohole;  der Gehalt liegt in der Regel zwischen 0,2 und 1,5 % - Indikator für Reinheit und Verderb[1]
- Esterzahl (EZ), entspricht der Differenz von Verseifungszahl und Säurezahl[1]
- Iodzahl (IZ), abhängig vom Gehalt ungesättigter Fettsäuren[1]
- Hydroxylzahl (OHZ)
- Peroxidzahl (POZ) - maßgeblich für die Neigung zur Oxidation und infolge Entwicklung eines Lichtgeschmacks[1]
- Reichert-Meissl-Zahl (RMZ)
- Polenskezahl
- Rhodanzahl (RhZ)
- Hehnerzahl
- Carbonylzahl
- Halbmikro-Buttersäurezahl
- Spreitwert
- Anisidinzahl (AnZ)
- Totox-Zahl (Summe Peroxidzahl · zwei und der Anisidinzahl)[3]

Die Kontrolle der Einhaltung der Fettkennzahlen ist oft die Voraussetzung für die Freigabe einzelner Chargen Fette und Öle in der Ölmühle. Die industriellen Weiterverarbeiter der Fette und Öle bestimmen relevante Fettkennzahlen beim Wareneingang und entscheiden über deren Verwendung, abhängig von den Analysenergebnissen und der Einhaltung der Prüftoleranzen.